# An Dro Kas abarh
Der An Dro Kas abarh  (auch En Dro Kas a-barh und andere Varianten) ist ein bretonischer Reihen- oder Kreistanz im 4/4-Takt aus der Region von Plouharnel. Über den An Dro Kas abarh entwickelte sich aus dem An Dro der Kas a-barh.

## Ausgangsposition
Die Tänzer stehen im Kreistanz und fassen sich durch. Heutzutage fassen sich die Tänzer an den kleinen Finger (hakeln), wobei früher auch andere Finger, wie Mittelfinger oder Zeigefinger verwendet wurden.
Anfangs sind die Arme in Vorhalte: Arme werden vor dem Körper gehalten.
Der Tanz unterscheidet traditionell zwischen einer Männer- und Frauenbewegung. Aktuell sollte von einer Führendenposition und Folgendenposition gesprochen werden. Wichtig ist nur, dass in einem Kreis eine gerade Anzahl an Tänzern ist, da in der Figur beide Positionen unterschiedliche Figuren tanzen.

## Tanzschritte

Grundschritt An Dro

Durchgehend werden Branle Double verwendet. Der Tanz besteht aus einem Grundschritt und einer Figur, die in fester Abfolge (1× Grundschritt, 1× Figur) getanzt werden.

### Grundschritt
Branle Double nach links = Links-seit Rechts-ran Links-seit Rechts- leicht und unbelastet in der Luft nachstellen (kein kicken oder vorschwingen) – als ob der Fuß eine Pause macht.
Branle Double nach rechts = Rechts-kreuz-vorne, Links-ran, Rechts-kreuz-vorne, Links-ran leicht und unbelastet in der Luft nachstellen (kein kicken oder vorschwingen).
Während des Tanzes blicken die Tänzer in die Kreismitte (senkrecht zur Tanzrichtung) oder leicht nach links gewandt. Die Arme werden im Takt zur Musik leicht nach oben/unten bewegt.

### Figur
Die führende Person wendet sich der folgenden Position zu seiner Rechten zu. Die folgende Person wendet sich der führenden Person zur Linken zu.
Die führende Person vollführt mit seiner rechten Hand eine 8 und führt damit die folgende Person zur Rechten zunächst so, dass die folgende Person sich ca. 90° nach links dreht (blickt in Tanzrichtung) und anschließend 90° nach rechts (blickt wieder in Richtung Kreismitte). Parallel dazu bewegt sich die führende Person 90° nach rechts (blickt entgegen Tanzrichtung) und dann 90° nach links (blickt wieder in Richtung Kreismitte). Inmitten der Figur sind sich führende und folgende Person zugewandt.
Alle Tänzer halten bei der Figur weiterhin an ihren Fingern. Die jeweils andere Hand wird hinter den Rücken gedreht.